# 国家石油储备库

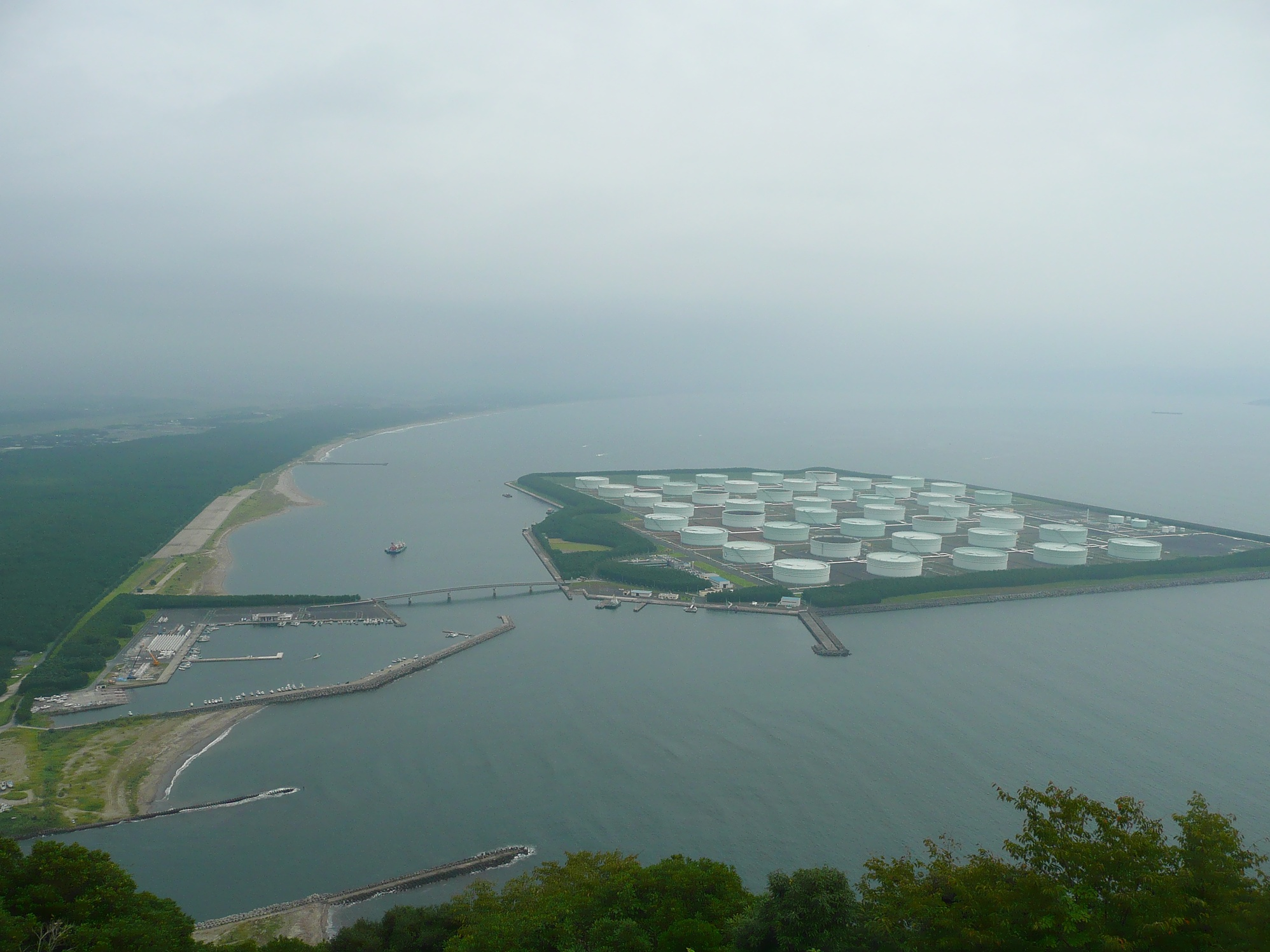
建于人工岛上的一个日本国家石油储备库

国家石油储备库又称国家储备油库，是指由国家投资建设的，用于长期储存原油的大型油库，区别于“普通商业油库”和“一般企业储备油库”，国家级的储备油库具有储量大，储存稳定，储存油品凝点偏低等特点。

## 兴建背景
由于石油这一战略资源的稀缺性以及各国对石油需求的成长，扩大战略石油储备已经成为全世界关注的课题，世界各国均在努力扩大自身的战略石油储备，加大力度兴建国家石油储备库。同时屡屡发生的石油危机和石油输出国的战争（如：海湾战争等）隐患也使得各国进一步加快了兴建国家战略储备库的速度。目前美国和日本的国家战略石油储备库已经能负担所在国200日以上的石油供应，诸如中国等新兴经济体也正在努力建设并扩大自己的石油储备能力，大力投入建设国家石油储备库。

## 布局与建设原则
由于国家石油储备库承担着主权国家的能源安全，因此在布局、选址和规划上有一定区别于其他普通油库的规范。在选址上，国家原油储备应位于不受洪水、海潮或内涝威胁的地区；当不可避免时，必须设置可靠的防洪、排涝措施。防洪标准应按重建期不小于100年设计，应当避免国家储备库位于易发生地质灾害的地区以及诸如水源地、国家级自然保护区或重要的历史文物保护区内。在选址时，还需注意与居民居住地、工矿企业、公路、通信线路、铁路和沿岸码头等重要设施保持一定距离，例如：距离国家级铁路线应在200米以上，距离客运码头应在225米以上等等。在布局上，国家储备库和其他油库相类似的是都具有储罐区、道路、防火堤、输油管道、泵站等基本设施，区别在于国家战略石油储备的储量大，可达数百万甚至上千万吨级，储存的油品以原油为主。除了地上储油的方法外，基于安全的考量，地下储油和水封石洞油库也被采用在国家战略储备库的建设中，此类储备库因目标隐蔽，一旦爆发战争更能够保证所处油料的安全。

## 各国发展概况

### 美国
世界各国均重视国家石油储备库的建设，美国在靠近石油产地得克萨斯和路易斯安那两州的墨西哥湾沿海设置了4个储备大型储备基地，并把这些地方数百个盐洞改造成战略油库。先向洞中灌入淡水溶解盐层，随后注入大量原油。这些天然“储油罐”直径数百米，最深可达3000米以上，不但能够有效防止遭到空袭，而且洞中巨大落差形成的温差能促使原油在洞内不停流动，从而不会沉淀变质。同时，这种储存方式还非常便宜，每桶成本只有1.5美元，是建地面储备设施的1/10。

### 欧盟
欧洲联盟规定，成员国的石油储备应相当于该国90天原油或成品油内部平均消费量。其中法国是世界上最早建立石油储备的国家，至2006年的储备量约2227万吨。和其他国家不同，法国主要储备的不是原油，而是大力建设成品油国家储备油库，目前法国的国家储备油库能负担大约相当于该国98天的消费量，此外法国有10%储备库建在海外地区。

### 日本
日本的石油储备分为民间储备和国家储备两部分，且储存方式多样，日本相关法律规定民间的石油公司须担负储备石油的任务，且须满足整个国家90天的用量，日本的储备形式种类多，有地下岩洞油库，还有埋设在半地下的储油罐以及在西南海岛附近有两处海上储油基地，由数条大型的油轮并排组成。日本为了讓民眾了解石油储备的重要性，国家储备油库大部分可供民众参观。

### 中国
中国的石油储备起步于21世纪，到2006年仅有7天的使用量，但发展速度很快，中国政府在各地都建设了大量的石油储备基地，至2008年已经第一批建成了镇海、舟山、大连、黄岛四个国家级战略储备油库，2009年二期国家储备计划启动，重庆等内陆地区开始建设国家级储备库。
到2011年，中国的储备量可以满足35天。
2019年，国家能源局披露，包括国家储备、石油公司和商业油罐储油的库存，中国的石油总储备约为80天的需求量。
预计到2020年，中国的石油储备将达到90天的净进口量。